# معركة أولوستي
```

```

معركة أولوستي أو معركة أوشن بوند (بالإنجليزية: Battle of Olustee) هي معركة وقعت في مقاطعة بيكر بولاية فلوريدا في 20 فبراير 1864، أثناء الحرب الأهلية الأمريكية. كانت المعركة الرئيسية الوحيدة التي تمت في فلوريدا خلال الحرب.
وكان قائد قوات الاتحاد ترمومان سيمور قد تمركز مع قواته في جاكسونفيل، وكان يهدف أساسا إلى تعطيل إمدادات الغذاء عن القوات الكونفدرالية، ومن ثم التوجه نحو عاصمة ولاية تالاهاسي، على افتراض أنه سيواجه فقط ميليشيا فلوريدا الصغيرة. ولكن الكونفدراليون في تشارلستون أرسلوا تعزيزات تحت قيادة الجنرال ألفريد إتش كولكيت واصطدم الجيشان بالقرب من أوشن بوندا في أولوستي. وتم طرد قوات الاتحاد وتراجعوا إلى جاكسونفيل حيث مكثوا طوال الفترة المتبقية من الحرب. كان دور فلوريدا الرئيسي للكونفدرالية هو توفير الغذاء.

## الخلفية

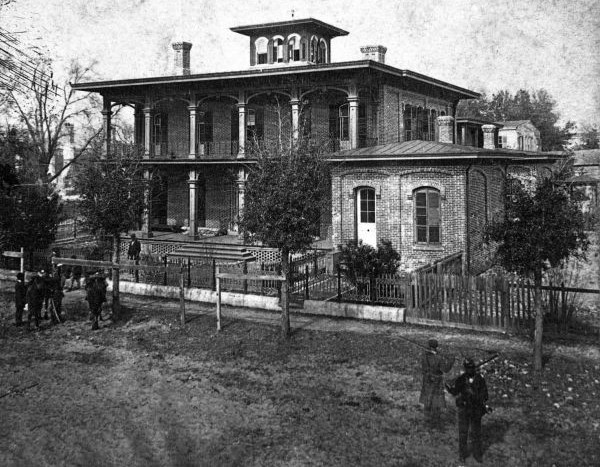
مقر قائد الاتحاد ترومان سيمور في جاكسونفيل بولاية فلوريدا

في فبراير 1864، أمر اللواء كوينسي أ. جيلمور، قائد إدارة الاتحاد في الجنوب في هيلتون هيد، ساوث كارولينا، بالقيام بقطع طرق الإمداد عن القوات الكونفدرالية (خاصة بالنسبة للحوم البقر والملح)، وتجنيد الجنود السود وكان سيمور بناء على أوامر من جيلمور مأمور بعدم التقدم في عمق الدولة.

## القوى المشاركة

### الاتحاد
- العميد. الجنرال ترومان سيمور ، الولايات المتحدة الأمريكية
- العقيد جيمس مونتغمري ، الولايات المتحدة الأمريكية
- العقيد غاي فيرنور هنري  [لغات أخرى]‏ ، الولايات المتحدة الأمريكية
- النقيب صموئيل شيرير إلدر  [لغات أخرى]‏ ، الولايات المتحدة الأمريكية

### قوات الكونفدرالية

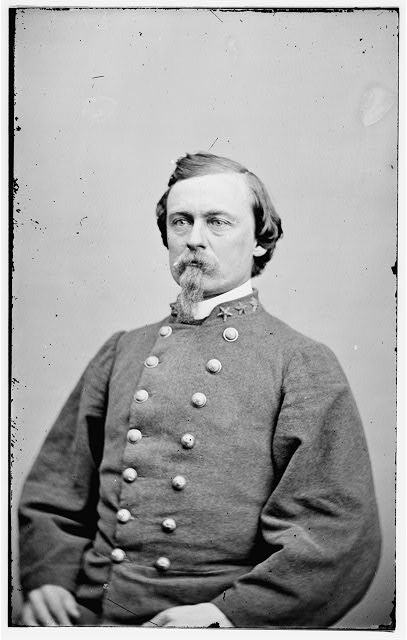
العميد. الجنرال جوزيف فينيجان ، CSA
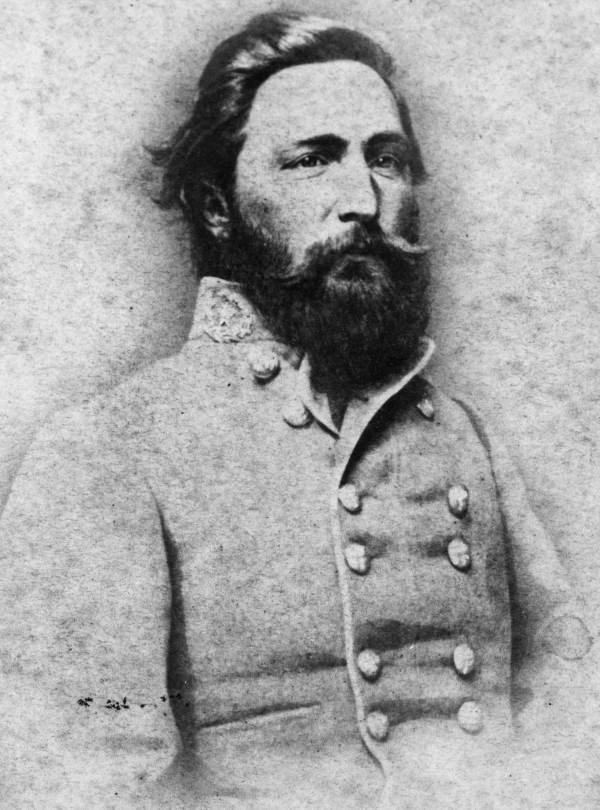
العميد. الجنرال ألفريد هـ. كولكيت ،
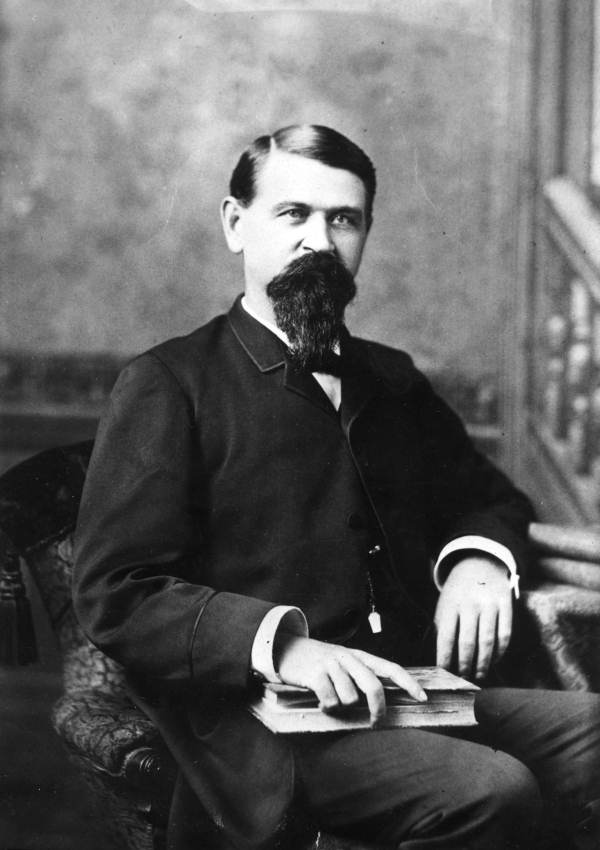
العقيد جورج بول هاريسون جونيور ،
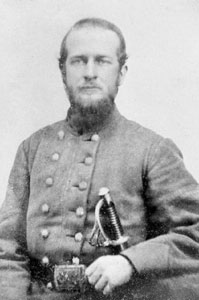
النقيب جون ويليام بيرسون ، CSA

## معركة

معركة أولوستي (الغرب أعلى هذه الخريطة تقريبًا)
Confederate

قاد سيمور رجاله البالغ عددهم 5500 رجل في اتجاه مدينة ليك. في حوالي الساعة 2:30 ظهراً من يوم 20 فبراير، اقتربت قوة الاتحاد من قوات تقدر بنحو 5000 من قوات الكونفدرالية المتمركزة بالقرب من محطة أولوستي التقى قوات كلا الجيشين وبدأت المعركة. أخطأ سيمور في اعتقاده من أنه كان يواجه وحدات مليشيا في فلوريدا كان قد هزمها بسهولة في السابق وألزم قواته بالتدريج في المعركة، ووقعت المعركة في غابات الصنوبر المفتوحة. هاجمت قوات الاتحاد ولكن تم صدها بوابل من نيران البنادق والمدافع.
اندلعت المعركة طوال فترة ما بعد الظهر حتى، انهار خط الاتحاد وبدأ في التراجع. لم يستغل فينيجان التراجع، مما سمح لمعظم قوات الاتحاد الفارين بالوصول إلى جاكسونفيل. ومع ذلك، قامت قوات الكونفدرالية بمحاولة أخيرة للاشتباك مع العناصر المتأخرة لقوات سيمور قبل حلول الظلام مباشرة، لكن تم صدهم من قبل عناصر من فوج المشاة المتطوع 54 في ماساتشوستس  وقد تلقي ضقائد الفرسان الكونفدرالية انتقادات لفشله في متابعة قوات الاتحاد المنسحبة.
في الجنوب، كان ينظر إلى المعركة على أنها طريق لإثارة الروح. أشارت إحدى الصحف الجورجية إلى قوات الاتحاد بأنها تمشي «أربعين ميلًا فوق أكثر أراضي الجنوب جرداء، الأمر الذي يخيف السمندل والزملاء، ويحصل على سحق رهيب».

## روابط خارجية
- موقع معركة Battle of Olustee الحائز على جائزة
- أولوستي باتلفيلد هيستوريك ستايت بارك لدعم المواطنين
- Olustee Battlefield Page: خرائط المعركة والصور ومقالات التاريخ وأخبار ساحة المعركة (CWPT) نسخة محفوظة 10 مارس 2017 على موقع واي باك مشين.
- القديسين بيري في معركة أولوستي
- مهرجان معركة أولوستي
- قوائم مقاطعة بيكر في السجل الوطني للأماكن التاريخية
- قوائم مقاطعة بيكر في مكتب البرامج الثقافية والتاريخية في فلوريدا
- فيسبوك موقع المعجبين لإعادة تنظيم معركة أولوستي